# Thomas Gachignard
Thomas Gachignard (Niort, 17 augustus 2000) is een Frans wielrenner die anno 2024 bij de wielerploeg TotalEnergies rijdt. Bij de jeugd reed hij ook wedstrijden als veldrijder.

## Carrière
In 2023 kwam Gachignard goed voor de dag in de Ronde van de Oise. Na tweemaal tweede te zijn geworden in twee etappes won hij het puntenklassement. Hij eindigde als vierde in het eindklassement. In 2024 liet hij zich op het grote podium voor het eerst zien als vluchter. Rijdende in zijn eerste seizoen bij de Franse ploeg TotalEnergies was hij onder andere in de kopgroep in de Classic Brugge-De Panne. Als laatste renner werd hij ingehaald door het peloton, met nog tien kilometer te gaan. in Dwars door Vlaanderen, die een week later werd verreden, maakte hij wederom deel uit van de vroege vlucht. Nadat deze werd bijgehaald door de favorieten zakte Gachignard er niet direct doorheen, waardoor hij als tiende finishte.

## Overwinningen
2023
Puntenklassement Ronde van de Oise
2025
Bergklassement Parijs-Nice

### Resultaten in voornaamste wedstrijden
| Jaar | Ronde van Italië | Ronde van Frankrijk | Ronde van Spanje |
| ---- | ---------------- | ------------------- | ---------------- |
| 2024 |                  | 92e                 |                  |
| 2025 |                  | 60e                 |                  |

| Jaar | Gent-Wevelgem | Parijs-Roubaix |
| ---- | ------------- | -------------- |
| 2024 | 43e           | 30e            |
| 2025 | opgave        |                |

## Ploegen
- 2020 –  Océane Top 16
- 2021 –  Dinan Sport Cycling
- 2021 –  Swiss Racing Academy (stagiair vanaf 1 augustus)
- 2022 –  Sojasun Espoir-ACNC
- 2022 –  St Michel-Auber93 (stagiair vanaf 1 augustus)
- 2023 –  St Michel-Mavic-Auber93
- 2024 –  TotalEnergies
- 2025 –  TotalEnergies

Boniface · Bonnet · Burgaudeau · Cras · Doubey · Dujardin · Ferron · Gachignard · Grellier · Jeannière · Jegat · Jousseaume · Latour · Manzin · Ourselin · Simon · Soupe · Tesson · Turgis · Vadic · Van Gestel · Vercher · Vuillermoz · Boulahoite (stagiair) · Marcerou (stagiair) · Sanchez (stagiair)